# Norra Morsjön
Norra Morsjön är en sjö i Fagersta kommun i Västmanland och ingår i Norrströms huvudavrinningsområde. Sjön är 13,8 meter djup, har en yta på 0,197 kvadratkilometer och befinner sig 116 meter över havet.

## Delavrinningsområde
Norra Morsjön ingår i det delavrinningsområde (664621-150021) som SMHI kallar för Mynnar i Stora Aspen. Medelhöjden är 127 meter över havet och ytan är 35,94 kvadratkilometer. Det finns inga avrinningsområden uppströms utan avrinningsområdet är högsta punkten. Ån som avvattnar avrinningsområdet har biflödesordning 4, vilket innebär att vattnet flödar genom totalt 4 vattendrag innan det når havet efter 207 kilometer. Avrinningsområdet består mestadels av skog (62 procent) och jordbruk (13 procent). Avrinningsområdet har 0,57 kvadratkilometer vattenytor vilket ger det en sjöprocent på 1,6 procent.